# John Logan (sceneggiatore)
John David Logan (San Diego, 24 settembre 1961) è uno sceneggiatore e drammaturgo statunitense.

## Biografia
Figlio di emigrati nordirlandesi, è il minore di tre figli, ha un fratello e una sorella. Gay dichiarato, crebbe in California e nel New Jersey, per poi trasferirsi a Chicago, dove frequentò la Northwestern University, per diplomarsi nel 1983.

## Carriera
Fu un autore teatrale di successo per diversi anni, prima di diventare sceneggiatore cinematografico. Il suo primo lavoro fu Never the Sinner, basato sulla poco conosciuta storia di Nathan Freudenthal Leopold e Richard A. Loeb. Successivi sono le stesure di Hauptmann, sul rapimento del figlio della famiglia Lindbergh, e Riverview, un melodramma musicale messo in scena al Riverview Park di Chicago. Dopo il successo ottenuto con Skyfall, lo sceneggiatore è stato scritturato per i due successivi film, dedicati alla serie anglo-americana di spionaggio James Bond, in progetto per il 2014 e 2016.

## Filmografia

### Sceneggiatore

#### Cinema
- Tornado!, regia di Noel Nosseck (Film TV) (1996)
- Bats, regia di Louis Morneau (1999)
- RKO 281, regia di Benjamin Ross (Film TV) (1999)
- Ogni maledetta domenica, regia di Oliver Stone (1999)
- Il gladiatore, regia di Ridley Scott (2000)
- The Time Machine, regia di Simon Wells (2002)
- Star Trek - La nemesi, regia di Stuart Baird (2002)
- Sinbad - La leggenda dei sette mari, regia di Tim Johnson (2003)
- L'ultimo samurai, regia di Edward Zwick (2003)
- The Aviator, regia di Martin Scorsese (2004)
- Sweeney Todd - Il diabolico barbiere di Fleet Street, regia di Tim Burton (2007)
- Rango, regia di Gore Verbinski (2011)
- Coriolanus, regia di Ralph Fiennes (2011)
- Hugo Cabret, regia di Martin Scorsese (2011)
- Skyfall, regia di Sam Mendes (2012)
- Noah, regia di Darren Aronofsky (2014) - non accreditato
- Spectre, regia di Sam Mendes (2015)
- Genius, regia di Michael Grandage (2016)
- Alien: Covenant, regia di Ridley Scott (2017)
- They/Them, regia di John Logan (2022)
- Michael, regia di Antoine Fuqua (2026)

#### Televisione
- Penny Dreadful - serie TV, 27 episodi (2014-2016)
- Penny Dreadful: City of Angels - serie TV, 10 episodi (2020)

### Regista
- They/Them (2022)

## Teatro
- Never The Sinner (1985)
- Red - (Londra, Broadway) - (2009)
- Peter and Alice - (Londra) - (2013)
- I'll Eat You Last - (Broadway) - (2013)
- The Last Ship (Broadway) - (2014)
- Moulin Rouge! (Broadway) - (2019)

## Premi e riconoscimenti

### Premio Oscar
- 2001 - Nomination alla migliore sceneggiatura originale per "Il Gladiatore"
- 2005 - Nomination alla migliore sceneggiatura originale per "The Aviator"
- 2012 - Nomination alla migliore sceneggiatura non originale per "Hugo Cabret"

### Tony Award
- 2010 - Migliore opera teatrale per "Red"
- 2020 - Nomination al miglior libretto di un musical per "Moulin Rouge!"